# Tiedemannia rigida
Tiedemannia rigida là một loài thực vật có hoa trong họ Hoa tán. Loài này được (L.) J.M. Coult. & Rose miêu tả khoa học đầu tiên năm 1887.